# DEEN The Best Classics
『DEEN The Best Classics』（ディーン・ザ・ベスト・クラシックス）はDEENのクラシック・ベスト・アルバム。

## 作品の解説
- 毎回テーマに沿ってDEENのアナザーサイドをみせていくコンセプチュアルマキシシングル『Classicsシリーズ』全4作に収録された曲に加えて(シングルに収録されたInstrumentalは除く)、32ndシングル「Starting Over」に収録された｢君がいない夏 acoustic version」、新曲としてInstrumentalを含む全6曲を収録したベストアルバム。
- なお、過去に発表された音源に関してはリミックス･リマスタリングがなされている。
- ビーイング所属時代の曲も含まれるため『Special Thanks to Being, INC.』と記載されている。
- 新曲が収録されているが、ゲストミュージシャンのクレジットが省略されている。

## 収録曲

### Disc 1
1. このまま君だけを奪い去りたい 〜Acoustic version〜
  - 作詞:上杉昇　作曲:織田哲郎　編曲:DEEN

1stコンセプチュアル・マキシシングル『Classics One WHITE Christmas time』収録曲。
原曲は1stシングル。このバージョンはアルバム初収録。
2. 永遠をあずけてくれ 〜Millennium a cappella verison〜
  - 作詞:川島だりあ　作曲:栗林誠一郎　編曲:DEEN、時乗浩一郎

1stコンセプチュアル・マキシシングル『Classics One WHITE Christmas time』収録された。
原曲は4thシングル。このバージョンはアルバム初収録。
3. オーロラ [Instrumental]
  - 作曲・編曲:田川伸治

新曲。
4. Christmas time
  - 作詞:池森秀一　作曲:山根公路　編曲:DEEN、池田大介

1stコンセプチュアル・マキシシングル『Classics One WHITE Christmas time』収録曲。
シングルバージョンはアルバム初収録。
5. The Room
  - 作詞:池森秀一　作曲:宇津本直紀　編曲:DEEN

1stコンセプチュアル・マキシシングル『Classics One WHITE Christmas time』収録曲。
アルバム初収録。
6. 素顔で笑っていたい 〈Heartstrings Style〉
  - 作詞:池森秀一　作曲:織田哲郎　編曲:田川伸治

3rdコンセプチュアル・マキシシングル『Classics Three PASTEL 夢の蕾』収録曲。
原曲は11thシングル。このバージョンはアルバム初収録。
7. 遠い空で <Acoustic Band Style>
  - 作詞:小松未歩　作曲:吉江一男、小松未歩　編曲:田川伸治

3rdコンセプチュアル・マキシシングル『Classics Three PASTEL 夢の蕾』収録曲。
原曲は14thシングル。このバージョンはアルバム初収録。
8. せせらぎ [Instrumental]
  - 作曲・編曲:山根公路、時乗浩一郎

新曲。
9. 夢の蕾
  - 作詞:池森秀一　作曲・編曲:山根公路

3rdコンセプチュアル・マキシシングル『Classics Three PASTEL 夢の蕾』収録曲。
アルバム初収録。
10. 僕の未来
  - 作詞:池森秀一　作曲・編曲:田川伸治

3rdコンセプチュアル・マキシシングル『Classics Three PASTEL 夢の蕾』収録曲。
アルバム初収録。
11. I Promise You
  - 作詞:池森秀一　作曲:山根公路、田川伸治　編曲:山根公路

新曲。映画『SS エスエス』主題歌。

### Disc 2
1. Memories 2007
  - 作詞:池森秀一、井上留美子　作曲:織田哲郎　編曲:田川伸治

4thコンセプチュアル・マキシシングル『Classics Four BLUE Smile Blue』収録曲。
原曲は3rdシングル。このバージョンはアルバム初収録。
2. SUNSHINE ON SUMMER TIME 2007
  - 作詞:池森秀一　作曲:宇津本直紀　編曲:Steve Good

4thコンセプチュアル・マキシシングル『Classics Four BLUE Smile Blue』収録曲。
原曲は10thシングル。このバージョンはアルバム初収録。
3. 君がいない夏〈acoustic version〉
  - 作詞:小松未歩　作曲:小松未歩　編曲:DEEN

32ndシングル「Starting Over」のカップリング。
原曲は12thシングル。このバージョンはアルバム初収録。
4. 木漏れ日 [Instrumental]
  - 作曲・編曲:山根公路

新曲。
5. Smile Blue（DEEN featuring 押尾コータロー）
  - 作詞:池森秀一　作曲・編曲:山根公路

4thコンセプチュアル・マキシシングル『Classics Four BLUE Smile Blue』収録曲。
押尾コータローとのコラボレーション作品。アルバム初収録。
6. Sunrise Sunset
  - 作詞:池森秀一　作曲・編曲:田川伸治

4thコンセプチュアル・マキシシングル『Classics Four BLUE Smile Blue』収録曲。
アルバム初収録。
7. 未来のために (sing-along version)
  - 作詞:池森秀一　作曲:池森秀一、宇津本直紀　編曲:古井弘人

2ndコンセプチュアル・マキシシングル『Classics Two SEPIA 秋桜 〜more & more〜』収録曲。
原曲は7thシングル。このバージョンはアルバム初収録。
8. ひとりじゃない (Bossa Nova Style)
  - 作詞:池森秀一　作曲:織田哲郎　編曲:古井弘人

2ndコンセプチュアル・マキシシングル『Classics Two SEPIA 秋桜 〜more & more〜』収録曲。
原曲は9thシングル。このバージョンはアルバム初収録。
9. Deep in Autumn [Instrumental]
  - 作曲・編曲:田川伸治

新曲。
10. 秋桜 〜more & more〜
  - 作詞:池森秀一　作曲・編曲:DEEN

2ndコンセプチュアル・マキシシングル『Classics Two SEPIA 秋桜 〜more & more〜』収録曲。
本作収録に際しリミックスが施されている。アルバム初収録。
11. 恋人よ、夢も嘘もすべて
  - 作詞:池森秀一　作曲・編曲:DEEN

2ndコンセプチュアル・マキシシングル『Classics Two SEPIA 秋桜 〜more & more〜』収録曲。
本作収録に際しリミックスが施されている。アルバム初収録。
12. 白い記憶 (DEEN featuring 矢野沙織)
  - 作詞:池森秀一　作曲・編曲:山根公路

新曲。矢野沙織とのコラボレーション作品。